# باشگاه ورزشی نیو رادیانت
باشگاه ورزشی نیو رادیانت یک باشگاه ورزشی در ماله، مالدیو است. این باشگاه که در سال ۱۹۷۹ تأسیس شده و در لیگ فوتبال مالدیو شرکت می‌کند. این تیم در لیگ قهرمانان آسیا ۰۳–۲۰۰۲ شرکت کرده است.